# 1957年臺灣
|        | 臺灣歷史 \| 台灣歷史年表 |
| 世纪： | 19世纪臺灣 \| 20世纪臺灣 \| 21世纪臺灣 |
| 年代： | 1920年代臺灣 \| 1930年代臺灣 \| 1940年代臺灣 \| 1950年代臺灣 \| 1960年代臺灣 \| 1970年代臺灣 \| 1980年代臺灣                                           |
| 年份： | 1952年臺灣 \| 1953年臺灣 \| 1954年臺灣 \| 1955年臺灣 \| 1956年臺灣 \| 1957年臺灣 \| 1958年臺灣 \| 1959年臺灣 \| 1960年臺灣 \| 1961年臺灣 \| 1962年臺灣 |
| 纪年： | 丁酉年（鸡年）、中華民國46年 |

## 政府

### 國家正副元首

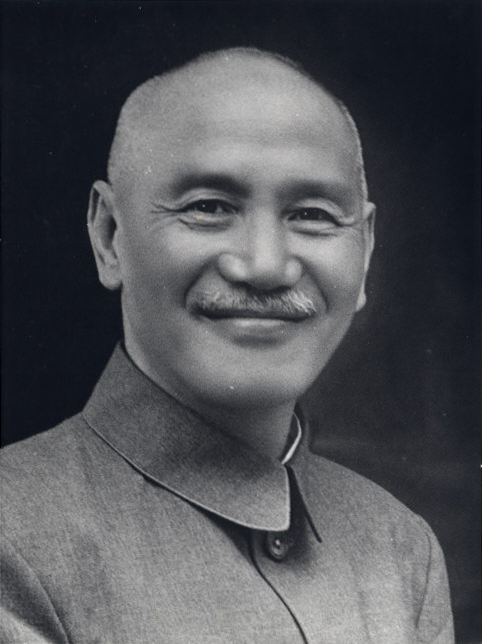
總統：蔣中正
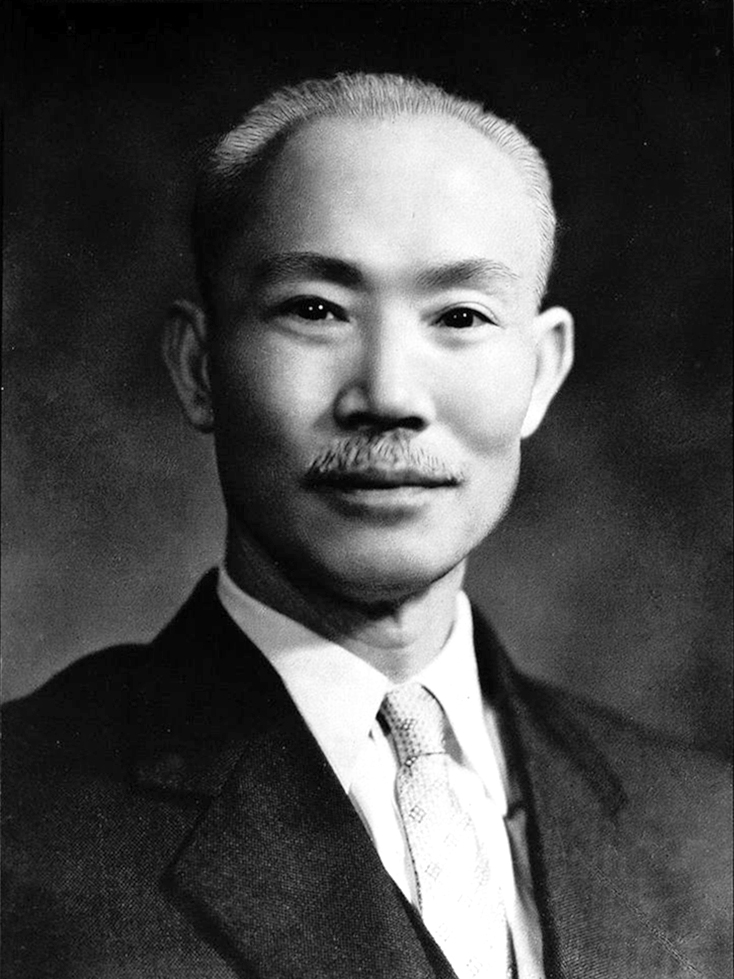
副總統：陳誠

### 五院首長

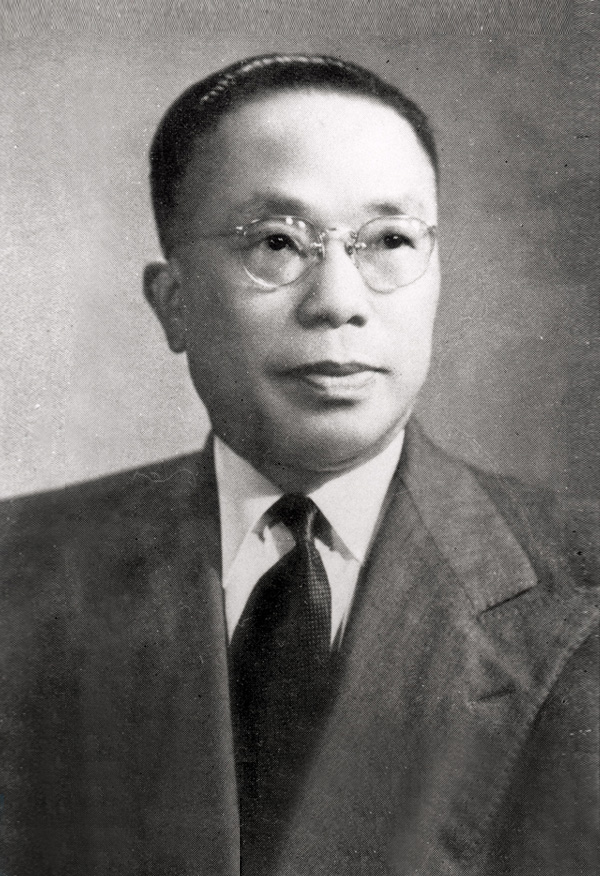
行政院院長：俞鴻鈞
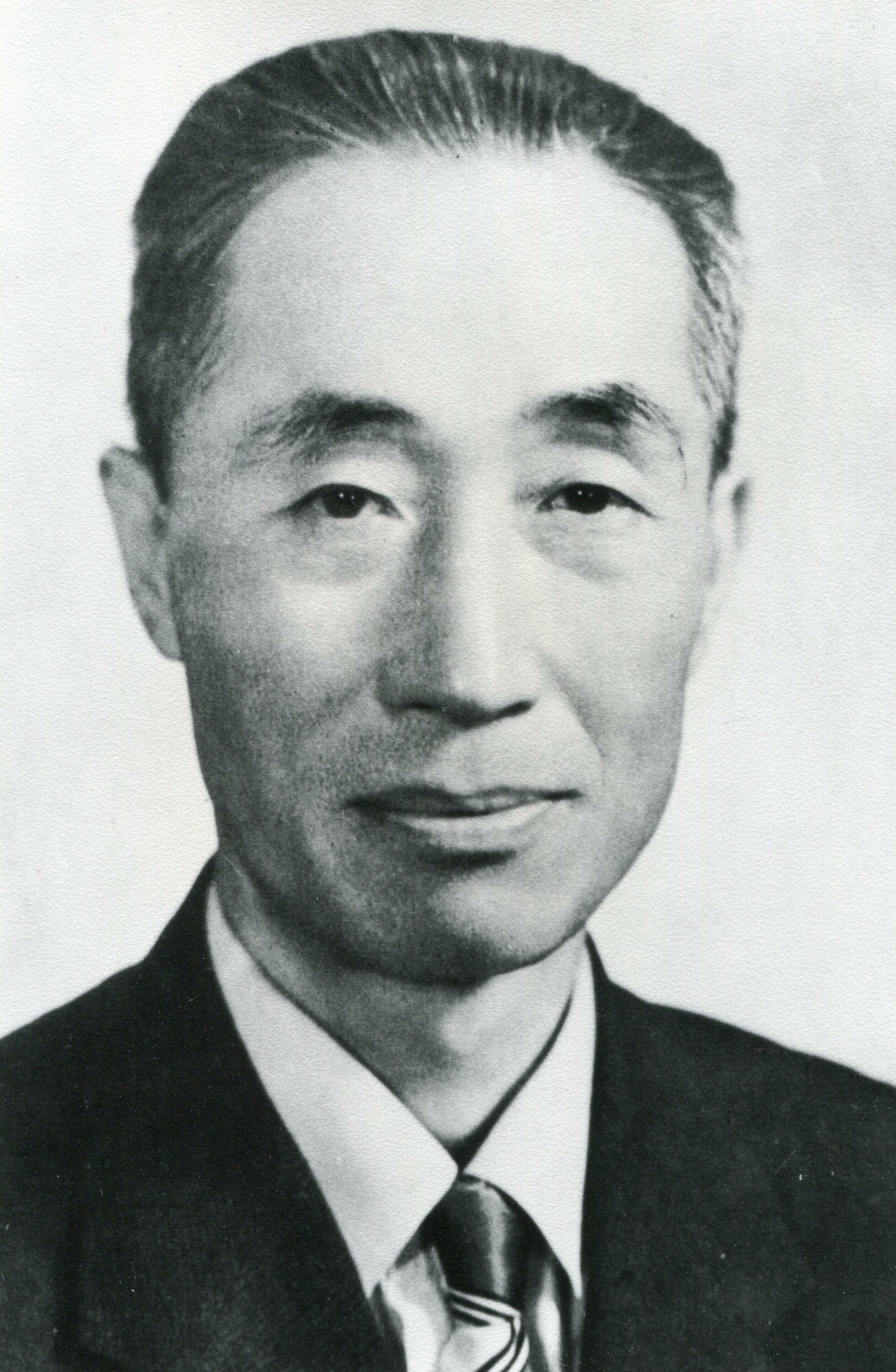
立法院院長：張道藩
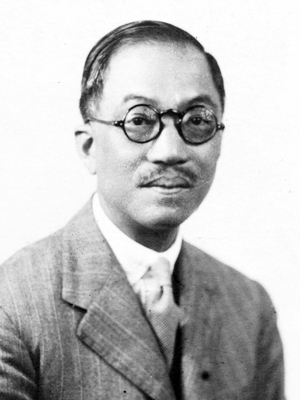
司法院院長：王寵惠
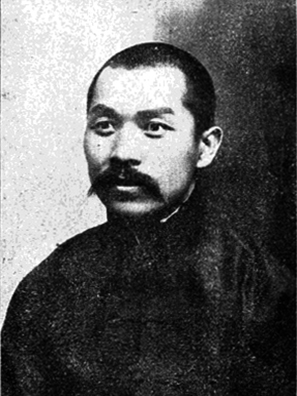
考試院院長：莫德惠
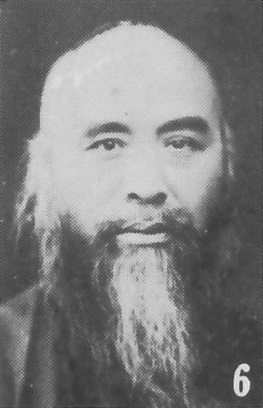
監察院院長：于右任

### 省政府主席

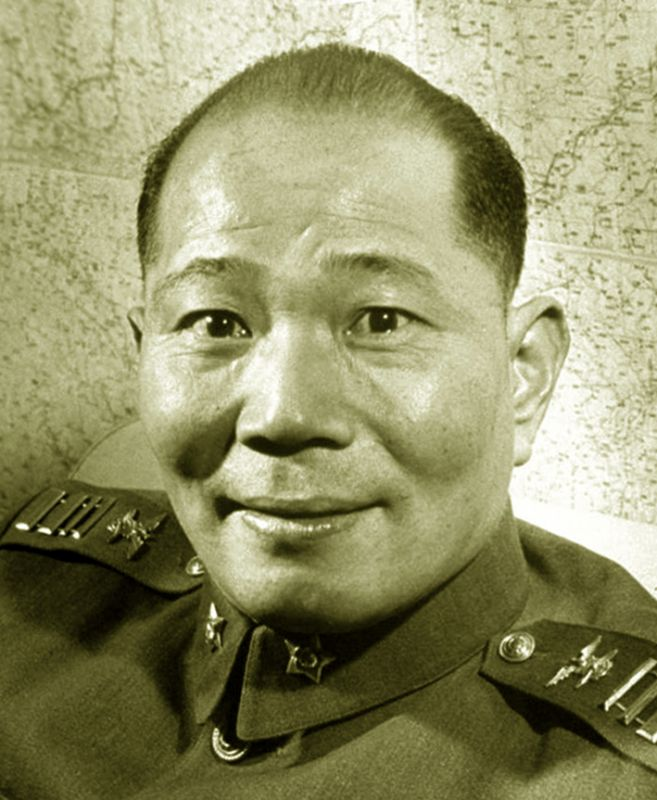
臺灣省政府主席：周至柔
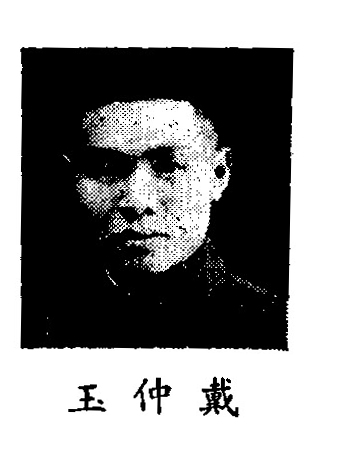
福建省政府主席：戴仲玉

### 成員變動

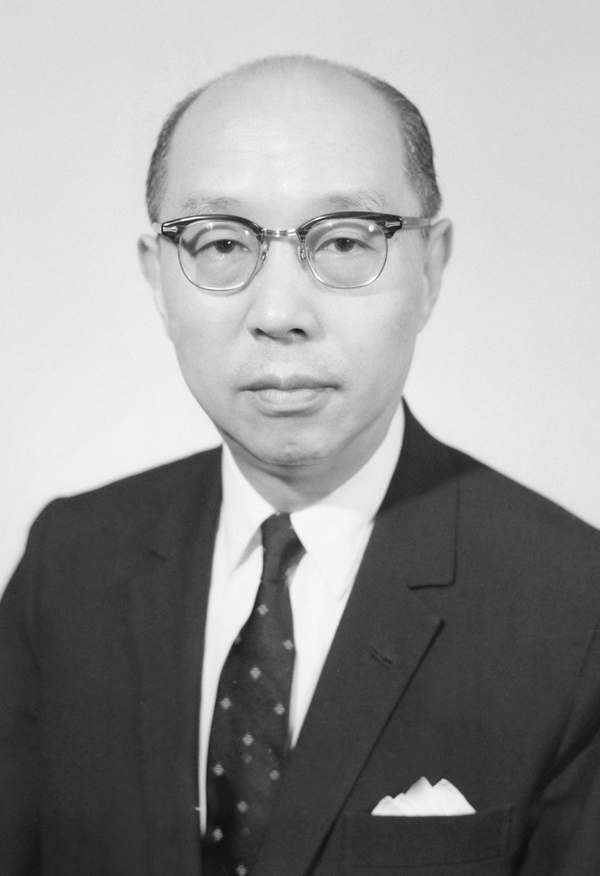
臺灣省政府主席：嚴家淦（回任財政部部長）

## 大事記
- 高雄縣多納鄉改名「茂林鄉」[1]:445。

### 1月
- 聯合國駐遠東軍統帥李尼茲訪台，謁見蔣介石會談[2]:87。
- 1月4日——臺灣省政府發布「白喉防治辦法」[3]:616。

### 2月
- 2月6日——國產人造絲正式問世[3]:616。

### 3月
- 蔣介石書面答覆日本記者，期望台日對付蘇共侵略，永久精誠合作[2]:88。
- 3月2日——中國煤礦開發公司成立[3]:617。
- 3月22日——蔣介石獲希臘國王保羅一世頒授希腊救世主勋章。

### 4月
- 「中日合作策進委員會」在日本東京成立[2]:88。
- 4月16日——國立臺灣藝術館成立[3]:618。
- 4月26日——裕隆為首批自產吉普車舉行「台北高雄長途試車出發典禮」，於該日從台北出發，當天晚上到達台中留宿，隔日抵達高雄。[4]

### 5月
- 5月24日——劉自然案引發群眾抗議，美使館被毁損，臺北衛戍司令黃珍吾宣佈臺北市、陽明山區實施戒嚴[3]:619。
- 5月26日——在日本的臺灣共和國臨時政府大統領廖文毅針對五二四事件表示此事係為國府特務的陰謀，與臺灣人無關係。[5]

### 6月
- 在繼任三個月後，日本內閣總理大臣岸信介訪問台灣，與蔣介石伉儷商談台日有關問題[2]:88。並與蔣會談組織日華合作委員會。
- 6月29日——原子能和平用途促進會成立[3]:620。
- 6月底：臺灣省政府遷到南投縣中興新村[註 1][1]:445[6]:448。

### 7月
- 蔣介石接見日本議員，表示傳統革命精神，足以戰勝中共、蘇聯暴力[2]:88。
- 7月1日——高雄縣瑪雅鄉改名「三民鄉」（今高雄市那瑪夏區）[1]:445。
- 7月12日——中華民國與巴拉圭建立外交關係

### 8月
- 8月1日——復興廣播電臺開播[3]:621。

### 9月
- 9月1日——高雄縣雅你鄉改名「桃源鄉」[1]:445。
- 9月17日——總統特使張群訪日[3]:622。蔣中正派特使張群飛日本報聘[2]:89。

### 10月
- 10月11日——教育部禁止採用羅馬字聖經[3]:622。
- 10月31日——自稱蔣介石總統特使的王子惠以从事海外融資活动为藉口，从兵庫县製鋼会社会计骗取7億日元，依詐欺罪受到检举。被逮捕的王子惠，此后去向不详。

### 11月
- 11月29日——海軍成立「魚雷快艇隊」[3]:623。

### 12月
- 12月4日——公布「自國外獲取贍養公約」[3]:624。
- 12月9日——縱貫線桃園─鶯歌段發生北上22次（高雄─基隆）普通列車出軌翻覆事故。事故起因為孩童於路線上嬉戲並推疊石塊所引起。共造成18人死亡(含司機員、司爐當場殉職)，116人輕重傷。事故列車本務機為CT271蒸汽機車。此次事故也成為臺鐵日後宣導「不要在鐵路上堆疊石頭」的濫觴及案例[7]。

## 出生
参见： 1957年出生
- 1月1日——楊進福：講師、政治人物、教師，現任桃園市議員。
- 1月7日——葉匡時，政治人物、學者，曾任交通部部長。
- 1月8日——劉克襄：作家、旅遊家、主持人。
- 1月15日——蔡衍明：企業家，是旺旺集團創辦人。
- 1月18日——
  - 曾垂紀：銀行家。
  - 丁清祥：火災遇難者。
- 2月9日——方梓：作家。
- 2月13日——徐慶元：政治人物，曾任立法委員、台東縣縣長、台東縣議會副議長。
- 2月16日——陽帆，男藝人。
- 2月20日——沈正韻：留美生物學家。
- 2月22日——詹益樺：漁民、政治運動人士。
- 2月24日——
  - 傅朝卿，建築學者。曾任成功大學建築系教授，長期專注於建築史與建築文化資產保存議題。
  - 蕭登標：政治人物，曾任嘉義縣議會議長。
- 2月25日——黃桂蘭：政治人物。
- 2月28日——彭紹瑾：檢察官、政治人物。
- 3月1日——林欽榮：政治人物，曾任營建署署長、台北市副市長、高雄市副市長。
- 3月6日——李嘉進：政治人物，曾任立法委員。
- 3月8日——魏應充：企業家。
- 3月10日——陳世榮：政治人物。
- 3月11日——
  - 張振宇：畫家，曾任台北市立美術館館長。
  - 高朗：政治學家，是高廣圻之弟。
- 3月15日——鄭志明：民俗學家。
- 3月26日——徐志明：政治人物。
- 3月30日——沈一鳴：軍事人物。
- 3月31日——潘維剛：政治人物，是潘維大之妹。
- 4月15日——阿吉仔，本名林清吉，台語歌手。成名曲《命運的吉他》。
- 4月20日——汪志冰：政治人物。
- 4月26日－一
  - 初安民，詩人、編輯人。
  - 張瑪龍：建築師。
- 5月1日——
  - 楊麗環，政治人物。曾任桃園縣議員、立法委員。
  - 許崑源：政治人物，是許昆龍之弟，曾任高雄市議會議長。
- 5月4日——周丹薇：演員、主持人、模特兒。
- 5月6日——鍾素瑩：籃球運動員。
- 5月7日——蘇顯達：小提琴家。
- 5月10日——吳成典：政治人物，曾任立法委員、金門縣副縣長。
- 5月12日——張育美：政治人物、企業家，現任立法委員，曾任天成醫療集團董事長。
- 5月16日——洪濬正：籃球教練。
- 5月27日——沈時華：演員、主持人、製作人。
- 5月30日——周育仁：政治學家、政治人物，曾任國民大會代表。
- 5月31日——鄒玉梅：政治人物，曾任苗栗市市長、苗栗縣議員。
- 6月2日——蔡明興：企業家，是蔡萬才二子、蔡明忠之弟。
- 6月7日——侯友宜：政治人物、警務人員，現任新北市市長，曾任刑事警察局局長、警政署署長。
- 6月8日——楊應雄：政治人物。
- 6月9日——葉樹涵：小號演奏家，是葉樹姍之姊。
- 6月13日——吳武明：電腦科學家，曾任年代電子商務副總經理、國立交通大學經營管理研究所兼任教授、亞洲大學資訊工程研究所兼任教授。
- 6月14日——張大春：作家、記者、主持人、政治評論家。
- 6月17日——韓國瑜：政治人物，是李佳芬之夫，曾任高雄市市長，為中華民國首位被罷免的直轄市市長。
- 6月20日——黃曙光：軍事人物。
- 6月24日——李喬如：政治人物。
- 6月26日——阮慶岳：建築師、小說家。
- 7月1日——張慶瑞：物理學家。
- 7月2日——詹德茂：作詞家、製作人，是華茂傳播創辦人，曾策劃《八千里路雲和月》及製作《台灣探險隊》、《台灣海岸藍皮書》、《走過921》等節目。
- 7月8日——
  - 陳玉慧：作家、記者、導演。
  - 王家貞：政治人物。
- 7月10日——張榮味：政治人物，是張麗善之兄、張嘉郡之父，曾任雲林縣縣長、雲林縣議會議長。
- 7月13日——王浩：政治人物，現任台北市議員，曾任台北市社會局局長。
- 7月20日——李如麟：演員。
- 7月29日——
  - 潘世姬：作曲家。
  - 宋瑋莉：政治人物，曾任基隆市議會議長。
- 8月1日——蘇啟誠：政治人物，是駐大阪辦事處處長。
- 8月5日——
  - 徐志平：文學家。
  - 蘇清泉：政治人物、醫師。
- 8月7日——許懷泉：作詞家。
- 8月16日——賴岳謙：政治學家、政治評論家。
- 8月18日——劉煥榮：黑道人物，曾列十大槍擊要犯之一，現已槍決。
- 8月19日——寇紹恩：牧師、主持人。
- 8月20日——
  - 張海倫：演員，是李濤前妻。
  - 林國成：政治人物，是林珍羽之父。
- 8月24日——周陽山：政治學家、政治人物，曾任立法委員、監察委員。
- 9月2日——
  - 蔣偉寧，政治人物、學者，曾任教育部部長。
  - 梁弘志：作曲家、音樂製作人。
- 9月4日——李恕權：歌手。
- 9月8日——洪淑玲：編舞家、舞蹈教育家、藝術總監，現任教於青年高中。
- 9月9日——吳秋齡：政治人物、教師，現任羅東鎮鎮長。
- 9月16日——沈智慧：政治人物。
- 9月20日——楊光友：演員。
- 9月26日——張秀華：政治人物。
- 9月28日——陳學聖，政治人物。曾任記者、立法委員。
- 9月30日——魏懷良：黑道人物、調音師，是魏如萱與魏如昀之父。
- 10月1日——班鐵翔：演員。
- 10月6日——
  - 陳杰：政治人物，曾任立法委員、彰化縣議員、彰化市市長。
  - 陳淑慧：政治人物，是林南生遺孀，曾任立法委員、嘉義市副市長。
- 10月13日——謝大寧：思想家、文學家、物理學家。
- 10月15日——鳳飛颺：歌手、演員、主持人，是鳳飛飛之弟。
- 10月17日——
  - 齊豫：歌手，是齊秦之姊。
  - 李艷秋：新聞主播。
  - 徐中雄：政治人物。
  - 林惠官：政治人物、勞工運動人士。
- 10月18日——曾華德：政治人物，曾任立法委員、來義鄉鄉長。
- 10月23日——朱家良：企業家，是優派創辦人。1986年，移民至美國加州。
- 10月26日——王偉忠：製作人、經紀人。
- 10月27日——
  - 蔡明亮，馬來西亞籍台灣電影導演。作品有《愛情萬歲》、《天邊一朵雲》。
  - 吳瑞北：電機工程學家。
- 10月28日——
  - 李崗：導演，是李安之弟。
  - 張龍雲：低音管手、音樂製作人。
  - 林育生：政治人物，曾任立法委員。
  - 鄭美蘭：政治人物，曾任立法委員、宜蘭縣議員。
- 10月31日——夏曼·藍波安（Syaman Rapongan），達悟族作家。
- 11月1日——鄭寶娟：旅法作家。
- 11月8日——孫維新：天文學家，曾任國立自然科學博物館館長。
- 11月9日——介文汲：政治人物，曾任駐紐西蘭代表。
- 11月10日——周慶華：詩人、文學家。
- 11月11日——廖鴻基：漁民、作家，是黑潮海洋文教基金會首任董事長，曾參與花蓮海域鯨豚調查工作，為「尋鯨小組」召集人。
- 11月12日——李淑芬：農會職員，現任礁溪鄉農會總幹事。
- 11月13日——
  - 張憶寧：射擊教練。
  - 羅志明：政治人物。
  - 高基讚：政治人物。
- 11月18日——張維達：政治人物，曾任駐漢堡辦事處處長、駐慕尼黑辦事處處長、駐法蘭克福辦事處處長。
- 11月19日——潘越雲：歌手。
- 11月22日——高志斌：政治人物，曾任國民大會代表。
- 11月27日——阮虔芷：演員、製作人，是雅晨傳播創辦人。
- 11月28日——郭正利：企業家。
- 12月4日——鍾起岱：作家。
- 12月9日——邵佩玲：演員。
- 12月12日——邱貴芬：文學家。
- 12月14日——
  - 陳凱倫：演員、主持人，是陳銳之父。
  - 梅峯：教師、政治工作者。
- 12月18日——江仲豪：棒球教練。
- 12月21日——邱佩琳：政治人物，是邱創煥長女、陳園淳之母，現任基隆市副市長。
- 12月22日——蔡琴：歌手、演員、主持人，是楊德昌前妻。